# Raquel López Contreras
Raquel López Contreras (Madrid, 1979) és una política espanyola del Partit Comunista d'Espanya (PCE), regidora de l'Ajuntament de Madrid entre 2007 i 2015.

## Biografia

### Primers anys
Nascuda en 1979 a San Blas, és veïna de l'esmentat districte. Llicenciada en història per la Universitat d'Alcalá, va treballar a la Fundació Domingo Malagón, dedicada a la recuperació de la memòria històrica. El 2003 va ingressar a la Joventut Comunista de Madrid (JCM). Militant del Partit Comunista d'Espanya (PCE), va ser inclosa al lloc 4 de la candidatura d'Esquerra Unida de la Comunitat de Madrid (IU-CM) per a les eleccions municipals de 2007 a Madrid; va ser elegida i va entrar com a regidora de l'Ajuntament de Madrid per a la corporació 2007-2011. Reelegida a les municipals de maig de 2011, durant la corporació 2011-2015 va exercir de portaveu de Medi Ambient i Mobilitat del grup municipal d'Esquerra Unida al consistori, des d'on es va destacar per les seves crítiques contra la gestió del Partit Popular i per la seva defensa dels serveis públics.

### Candidata a l'alcaldia de Madrid
Es va presentar al novembre de 2014 a les primàries per determinar el candidat d'IU-CM per a l'alcaldia de Madrid, en les que, adscrita al corrent oficialista afí a Ángel Pérez, López va quedar en segona posició i va ser derrotada per la candidatura de Mauricio Valiente. Després del rebuig d'IU-CM a la confluència amb altres organitzacions propugnada per Valent, i la sortida d'aquest últim de l'organització i la seva integració en Ara Madrid, la direcció d'IU-CM, va designar a López com a candidata en substitució de Valiente. Va concórrer finalment a les municipals de 2015 com a cap de llista de IU-CM, dins d'una candidatura desautoritzada per la direcció federal; arribant fins i tot diversos membres d'aquesta a signar un manifest de suport a la candidatura d'Ara Madrid encapçalada per Manuela Carmena. IU-CM va quedar sense representació al consistori de la capital espanyola, i l'organització va ser expulsada d'Esquerra Unida federal al juny de 2015.